# Tahiroğlu, Şefaatli
Tahiroğlu là một xã thuộc huyện Şefaatli, tỉnh Yozgat, Thổ Nhĩ Kỳ. Dân số thời điểm năm 2010 là 295 người.